# Ермаков, Владимир Тихонович
Влади́мир Ти́хонович Ермако́в (1924—2008) — советский и российский историк, специалист по истории советской культуры. Доктор исторических наук (1988), профессор.

## Биография
Выходец из бедной крестьянской семьи.
В 1942—1945 годах участник Великой Отечественной войны.
Окончил исторический факультет МГУ имени М. В. Ломоносова и аспирантуру там же c защитой кандидатской диссертации «Борьба Коммунистической партии за перестройку работы научных учреждений в годы первой пятилетки» (1955).
Работал старшим научным сотрудником Института истории СССР АН СССР, работал в секторе культуры.
В 1988 году защитил диссертацию на соискание учёной степени доктора исторических наук по теме «Исторический опыт культурной революции в СССР: методология, история, историография».

## Научные труды

### Диссертации
- Ермаков В. Т. Исторический опыт культурной революции в СССР: методология, история, историография: автореф. дис. д-ра ист. наук. — М., 1988.

### Монографии
- Ермаков В. Т. Исторический опыт культурной революции в СССР. — М.: Мысль, 1968. — 151 с.

### Статьи
- Ермаков В. Т. Идейная борьба на культурном фронте в первые годы советской власти // Вопросы истории. — 1971. — № 11. — С. 16.
- Ермаков В. Т. Советская культура как предмет исторического исследования // Вопросы истории. — 1973. — № 11. — С. 30.
- Ермаков В. Т. «Военный коммунизм» и культурное строительство второй половины 1918 — начала 1921 годов // Российская история. — 1974. — № 6.
- Ермаков В. Т. Обсуждение проблем истории культуры // Вопросы истории. — 1977. — № 8.
- Бромлей Ю. В., Пиотровский Б. Б., Ермаков В. Т. 70-летие М. П. Кима // Вопросы истории. — 1978. — № 5.
- Ермаков В. Т. Введение // Культурная жизнь в СССР. 1951—1965: хроника. — М., 1979.
- Ермаков В. Т. Формирование культурной общности народов СССР (к историографии проблемы) = Формирана и развитие на социалистическата культура в европейските страни социализма. — София, 1982.
- Ермаков В. Т. К вопросу о системном подходе к изучению истории советской культуры // Изучение истории культуры как системы: сб. науч. тр.. — Новосибирск, 1983.
- Ермаков В. Т. К вопросу о периодизации историографии советской культуры // Советская культура: история и современность. — М., 1983.
- Ермаков В. Т. К вопросу о содержании и форме национальных социалистических культур // Культура в общественной системе социализма (теоретические и методологические проблемы). — М.: Наука, 1984. — С. 92.
- Ермаков В. Т. Формирование новой художественной культуры // Великая Октябрьская социалистическая революция и становление советской культуры. 1917—1927.. — М., 1985.
- Ермаков В. Т. Дискуссия конца 50-х -60-х годов о культурной революции в СССР // Советская культура. 70 лет развития. К 80-летию академика М.П. Кима. — М.: Наука, 1987. — С. З16.
- Ермаков В. Т. Изучение истории культуры как системы: Освещение семинара в Новосибирском Академгородке // Вопросы истории. — 1984. — № 4.

## Отзывы
Кандидат исторических наук, профессор кафедры истории Отечества и кавказоведения ИППК Южного федерального университета Г. А. Матвеев отмечает, что 
Редкое сочетание в одном лице талантливого историка, профессионально изучающего конкретные проблемы отечественной культуры XX в., методолога и историографа обеспечило В. Т. Ермакову тройную «тягу» к исследовательскому творчеству и его высокую продуктивность.

## Интересные факты
Свидетельствуют, что сам себя он называл человеком XX съезда КПСС.